# Thomas Fowler (inventeur)
Pour les articles homonymes, voir Thomas Fowler et Fowler.
Thomas Fowler (né en 1777 à Great Torrington dans le Devon en Angleterre – mort le 31 mars 1843) était un inventeur anglais. Ses principales inventions sont le thermosiphon et la calculatrice mécanique ternaire.